# 黒龍酒造

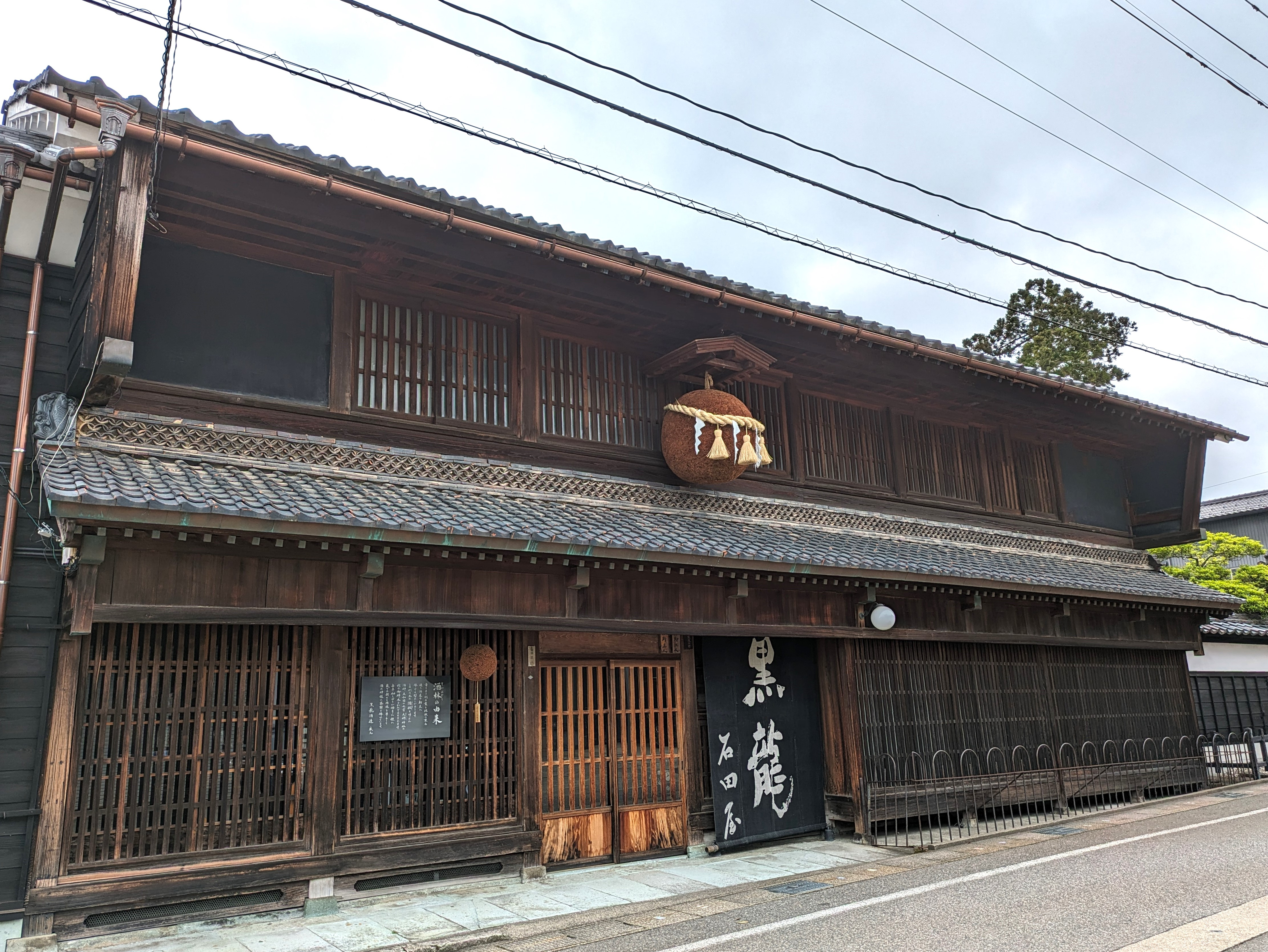
登録有形文化財の店舗兼主屋

黒龍酒造株式会社（こくりゅうしゅぞう）は、福井県吉田郡永平寺町に本社および工場を置く日本酒の蔵元。

## 概要
江戸時代後期、1804年（文化元年）、初代蔵元の石田屋二左衛門以来、手造りの日本酒を追求してきた「黒龍」は、水質に優れた土地柄や松岡藩が奨励したことから、全盛期には酒蔵が17蔵を数えたが現在は黒龍酒造と他の1蔵だけとなった。吉田郡は霊峰白山の雪どけ水がろ過され、九頭竜川の伏流水として流れ出る地域で、伏流水はやわらかな吟醸酒の仕込みには適しているのである。
黒龍酒造は手造りの日本酒を追求し続け、北陸はむろんのこと日本で屈指の知名度をもつ蔵元である。原料の酒米は、兵庫県東条産の山田錦や福井県大野市産の五百万石を使用し、酒米を丁寧に磨き上げ酒質の向上をめざしている。その目標に向かって、1994年（平成6年）、効率的な酒造りを目指して新たに「龍翔蔵」を建設した、3階建ての酒造蔵である。また、2017年（平成29年）、培ってきた技術を酒造りに活かす目的で新たに「正龍蔵」を建設した。
黒龍酒造の他の蔵にはない特徴は、創業時から継承してきた独自の技術と最新の技術を融合させ、温故知新の酒造りに挑戦する酒造である。現在の七代目蔵元水野正人は、ワイン造りにも興味を抱きフランスやドイツを歴訪し、日本酒をワイン同様に熟成できないかと試行錯誤を続け高品質な酒造りを追求し続けている。
2020年（令和2年）5月、永平寺町は福井県永平寺町の酒蔵3社に対して、新型コロナウイルス感染拡大に伴う、手指消毒用アルコール代替品として高濃度アルコールを製造と供給を依頼、それに答えて酒蔵3社は依頼を受け誠造と供給を開始した。
2021年（令和3年）4月、黒龍酒造はブランドの商品構成を刷新、ブランド「黒龍」を贈答用とし、ブランド「九頭龍」を家飲みなどとした。また、新型コロナウイルス感染拡大による需要の変化に伴い、小容量瓶を増やす方針である。消費動向に対応した商品を提供して販売拡大を目指すことを目的にした。

## 沿革
- 1804年（文化元年） - 石田屋本家より分家した石田屋二左衛門が永平寺松岡春日で酒造業創業[6]
- 1894年（明治27年） - 名称「水野酒造場」として営業[6]
- 1948年（昭和23年） - 会社創立[6]
- 1959年（昭和34年） - 商品名「九頭龍」発売[6]
- 1963年（昭和38年） - 「黒龍酒造株式会社」に名称変更[6]
- 1970年（昭和45年） - 「COLD KOKURYU」発売[6]
- 1975年（昭和50年） - 商品名「黒龍 大吟醸 龍」、「黒龍 いっちょらい」発売[6]
- 1994年（平成6年） - 新醸造蔵「龍翔蔵」完成[6]
- 2004年（平成16年） - 商品名「九頭龍 大吟醸燗酒」、「燗たのし」発売[6]
- 2005年（平成17年） - 製造所「兼定島 酒造りの里」建設、代表取締役社長に八代目蔵元水野直人就任[6]
- 2017年（平成29年） - 新醸造蔵「正龍蔵」完成[6]
- 2018年（平成30年） - 商品名「無二」発売[6]
- 2020年（令和2年） - 飲食店応援酒「命保水」発売、消毒用アルコール製造[6]

## 営業情報
本社
- 所在地 - 〒910-1133 福井県吉田郡永平寺町松岡春日1-38
- 定休日 - 不詳
- 営業時間 - 午後時-午後時
- 見学 - 不詳
- テイスティング - 不詳

兼定島 酒造りの里
- 所在地 - 〒910-1142 福井県吉田郡永平寺町松岡兼定島11-58
- 定休日 - 不詳
- 営業時間 - 不詳
- 見学 - 不可

## 商品

### 黒龍
極みの酒
- 「黒龍 石田屋」 - 純米大吟醸 兵庫県東条産山田錦 35％精⽶
- 「黒龍 ⼆左衛⾨」 - 純米大吟醸 兵庫県東条産⼭⽥錦 35％精⽶
- 「黒龍」 - 純米大吟醸 兵庫県東条産山田錦 35％精⽶
- 「黒龍 ⽕いら寿」 - 純⽶⼤吟醸 ⽣酒 兵庫県東条産⼭⽥錦 35％精⽶
- 「黒龍 しずく」 - ⼤吟醸 兵庫県東条産⼭⽥錦 35％精⽶
- 「黒龍 ⼋⼗⼋号」 - ⼤吟醸 兵庫県東条産⼭⽥錦 35％精⽶
- 「黒龍 大吟醸 龍」 - 兵庫県産⼭⽥錦 40％精⽶

こだわりの酒
- 「黒龍 ⼤吟醸」 - 国産⼭⽥錦 50％精⽶
- 「黒龍 純吟」 - 純⽶吟醸 福井県産五百万⽯ 55％精⽶
- 「黒龍 いっちょらい」 - 吟醸 国産酒造好適⽶ 55％精⽶

季節の酒
- 「黒龍 純吟垂れ⼝」 - 純⽶吟醸 福井県産五百万⽯ 55％精⽶
- 「黒龍 春しぼり」 - 吟醸 福井県産五百万⽯ 55％精⽶
- 「黒龍 夏しぼり」 - 純⽶吟醸 福井県産五百万⽯ 55％精⽶
- 「黒龍 秋あがり」 - 純⽶吟醸 国産⼭⽥錦 55％精⽶

祝の酒
- 「黒龍 つるかめ」 - ⼤吟醸 国産⼭⽥錦 50％精⽶
- 「黒龍 福ボトル」 - ⼤吟醸 国産⼭⽥錦 50％精⽶
- 「黒⿓ ⼲⽀ボトル」 - 純⽶⼤吟醸 ⽣酒 国産⼭⽥錦 40％精⽶
- 「黒龍 感謝ボトル」 - 純⽶⼤吟醸 福井県産さかほまれ 40％精⽶

出会いの酒
- 「黒龍 貴醸酒」 - 貴醸酒 福井県産五百万⽯ 55％精⽶
- 「黒龍 吟のとびら」 - ⼤吟醸 国産酒造好適⽶ 50%精⽶

旬を彩る酒器
- 「黒龍 酒杯」 - 深澤直⼈作 直径65mm×⾼さ65mm
- 「黒龍 平杯」 - 岩間⻯仁作 直径約100mm×⾼さ約43mm

### 九頭龍
語らいの酒
- 「九頭⿓ ⼤吟醸」 - 福井県産五百万⽯ 50％精⽶
- 「九頭龍 純米」 - 福井県産五百万⽯ 65％精米
- 「九頭⿓ 燗たのし」 - 純⽶ 福井県産五百万⽯ 65％精米

季節の酒
- 「九頭⿓ 垂れ⼝」 - うすにごり⽣ 酒福井県産五百万⽯ 65％精⽶
- 「九頭龍 氷やし酒」 - 福井県産五百万⽯ 65％精⽶
- 「九頭⿓ 燗たのし」 - 純⽶ 福井県産五百万⽯ 65％精⽶

出会いの酒
- 「九頭⿓ 純⽶」 - 福井県産五百万⽯ 65％精米

祝の酒
- 「九頭⿓ 祝樽」 - 福井県産⽶ 65％精⽶

燗を彩る酒器
- 「錫徳利」 -  ⿓内容量180ml
- 「燗たのし」

## 受賞歴
全国新酒鑑評会
- 平成16酒造年度 - 「黒龍」金賞受賞[9]
- 平成17酒造年度 - 「黒龍」金賞受賞[10]
- 平成20酒造年度 - 「黒龍」金賞受賞[11]
- 平成21酒造年度 - 「黒龍」金賞受賞[12]
- 平成22酒造年度 - 「黒龍」金賞受賞[13]
- 平成23酒造年度 - 「黒龍」金賞受賞[14]
- 平成25酒造年度 - 「黒龍」金賞受賞[15]
- 平成28酒造年度 - 「黒龍」金賞受賞[16]
- 平成29酒造年度 - 「黒龍」金賞受賞[17]

## エピソード
- 福井新聞の特集記事「輝く女子力」は、福井で活躍する女性にスポットを当て、仕事に掛ける思いを伝えている[18]。黒龍酒造の醸造課勤務の4名の女性社員が紹介され、酒造りを担う様子が綴られている[18]。
- 日本酒業界で初の試み、メーカー主導の入札会が開催された[19]。入札会を企画したのは、福井県・黒龍酒造、出品されたのは最高級の純米大吟醸酒を氷温熟成させた新ブランド「無二(むに)」シリーズ[19]。
- 福井県を代表する地酒「黒龍」の酒蔵黒龍酒造が新ブランド「無二」の入札会を東京都内で開いた[20]。入札で価格を決めるのは日本酒業界では異例で、目利きのバイヤーが試飲、高くても消費者が納得するブランド商品を目指す[20]。
- 黒龍酒造は、同県開発の酒米「さかほまれ」を使い日本酒の新製品を発売する[21]。特約店19店で組織する「黒龍特約店・有志の会」と共同で「黒龍 あどそ」に追加する[21]。
- 日本酒とダムのコラボレーション、永平寺ダム施設で町内酒造会社の日本酒を貯蔵・熟成させる実験的取り組みが始まった[22]。ダム施設での日本酒貯蔵は県内初の試み、福井の魅力を発信する[22]。

## 関連文献
- 『福井県の近代和風建築 福井県近代和風建築総合調査報告書』福井県教育委員会編、2012年3月、2022年4月13日閲覧
- 『福井新聞』「輝く女子力 母性、繊細さ酒造りに 黒龍酒造（永平寺町）醸造部4人」、2014年1月6日、2022年4月13日閲覧
- 『酒蔵萬流』「酒蔵紀行 日本酒世界の担い手たち　黒龍酒造 福井県吉田郡 かたくななまでに、こだわり続ける すべては「良い酒を造る」ために」岡山 新中野工業、2017年8月、2022年4月13日閲覧
- 『福井新聞』「町の全酒蔵が消毒用アルコール製造 永平寺町の黒龍酒造、吉田酒造、田邊酒造」、2020年5月20日、2022年4月13日閲覧
- 『日本経済新聞』「黒龍酒造、「さかほまれ」の新製品　特約店イベントも」、2021年2月5日、2022年4月13日閲覧
- 『日本経済新聞』「福井の黒龍酒造、日本酒のブランド再編　コロナ対応も」、2021年2月25日、2022年4月13日閲覧
- 『福井経済新聞』「福井の「黒龍」蔵元が新商品　オン・ザ・ロック向けに、夏季需要掘り起こしへ」、2021年7月2日、2022年4月13日閲覧